# Charles Montagne
Charles Achilles Joseph Montagne (Roubaix, 17 marzo 1889 – Bruay-sur-l'Escaut, 22 maggio 1940) è stato un calciatore francese, di ruolo centrocampista.

## Carriera

### Nazionale
Ha collezionato tre presenze con la propria Nazionale.

## Statistiche

### Cronologia presenze e reti in Nazionale
| Cronologia completa delle presenze e delle reti in nazionale ― Francia | Cronologia completa delle presenze e delle reti in nazionale ― Francia | Cronologia completa delle presenze e delle reti in nazionale ― Francia | Cronologia completa delle presenze e delle reti in nazionale ― Francia | Cronologia completa delle presenze e delle reti in nazionale ― Francia | Cronologia completa delle presenze e delle reti in nazionale ― Francia | Cronologia completa delle presenze e delle reti in nazionale ― Francia | Cronologia completa delle presenze e delle reti in nazionale ― Francia |
| Data                                                                   | Città                                                                  | In casa                                                                | Risultato                                                              | Ospiti                                                                 | Competizione                                                           | Reti                                                                   | Note                                                                   |
| ---------------------------------------------------------------------- | ---------------------------------------------------------------------- | ---------------------------------------------------------------------- | ---------------------------------------------------------------------- | ---------------------------------------------------------------------- | ---------------------------------------------------------------------- | ---------------------------------------------------------------------- | ---------------------------------------------------------------------- |
| 9-3-1913                                                               | Ginevra                                                                | Svizzera                                                               | 1 – 4                                                                  | Francia                                                                | Amichevole                                                             | 1                                                                      |                                                                        |
| 20-4-1913                                                              | Saint-Ouen                                                             | Francia                                                                | 8 – 0                                                                  | Lussemburgo                                                            | Amichevole                                                             | -                                                                      |                                                                        |
| 28-3-1920                                                              | Parigi                                                                 | Francia                                                                | 2 – 1                                                                  | Belgio                                                                 | Amichevole                                                             | -                                                                      |                                                                        |
| Totale                                                                 |                                                                        | Presenze                                                               | 3                                                                      |                                                                        | Reti                                                                   | 1                                                                      |                                                                        |